# 小行星3591
小行星3591（英語：3591 Vladimirskij）是一颗围绕太阳公转的小行星。1978年8月31日，尼古拉·切爾尼赫在克里米亚发现了此天体。
这颗小行星的绝对星等为257.92817等。